# Giovanni Battista Merano
Giovanni Battista Merano (Gênova, 1632 - ca. 1698) foi um pintor genovês do período barroco.